# Gérard Prioux
Pour les articles homonymes, voir Prioux.
Gérard Prioux, né le 9 juillet 1922 à Couhé et mort le 9 juin 1987 à Saint-Laurent-du-Var, est un haut fonctionnaire et homme politique français.

## Biographie
Gérard est le fils de Théophile Prioux, agriculteur français au Maroc. Après des études aux lycées à Marrakech, Casablanca et Alger, il étudie à la faculté de droit d'Alger. Il est agriculteur au Maroc de 1943 à 1953. En 1953 il devient rédacteur temporaire au service général de l'information à Rabat. De 1954 à 1956, il est élève de l'École nationale d'administration (ENA), (promotion Guy-Desbos. En 1957 il commence sa carrière dans l'administration centrale en France. Élu en novembre 1962 député de Seine-et-Oise, il interrompt sa carrière administrative jusqu'en 1967.
Il est notamment préfet des Hautes-Pyrénées en 1971, préfet des Deux-Sèvres en 1975, et préfet des Vosges en 1978. En 1980 il devient préfet hors cadre, président du conseil d'administration de l'office national d'immigration.
En 1985, il participe à la rédaction du programme du FN en vue des élections législatives de l'année suivante, intitulé Pour la France,. La même année, il fonde l'Association des élus locaux contre l'immigration abusive.

## Récompenses et distinctions

### Décorations
- Officier de la Légion d'honneur
- Officier de l'ordre national du Mérite
- Croix de guerre 1939–1945
- Commandeur de l'ordre des Palmes académiques
- Officier de l'ordre du Mérite agricole